# Pontalba Buildings

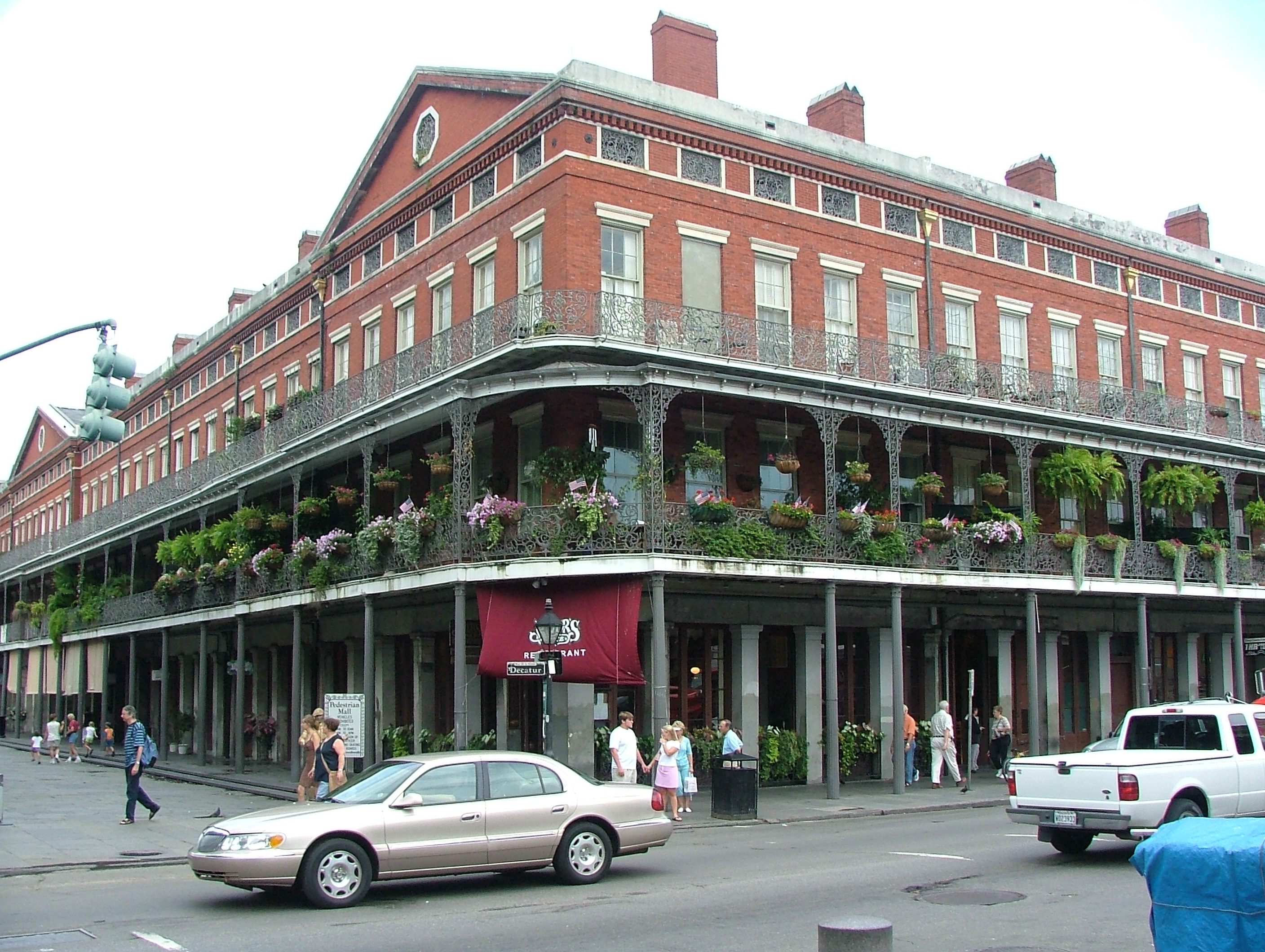
New Orleans, Pontalba Buildings

Die Pontalba Buildings bilden zwei Seiten des Jackson Square im French Quarter von New Orleans, Louisiana. Es handelt sich um vierstöckige Gebäude aus rotem Backstein, die zwischen 1849 und 1851 von der Baronin Micaela Almonester Pontalba (1795–1874) erbaut wurden. Im Erdgeschoss befinden sich Geschäfte und Restaurants, in den oberen Stockwerken sind Wohnungen.
In seiner Kurzgeschichte Hidden Gardens bezeichnete sie Truman Capote noch als die „ältesten Apartmenthäuser in den ganzen USA“  – „exklusive Behausungen“ mit „hohen, luftdurchströmten, aristokratischen Räumlichkeiten“.

## Geschichte und Beschreibung

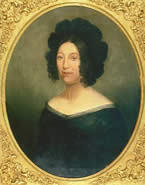
Micaela Almonester, Baroness de Pontalba, Gemälde, Louisiana State Museum

Baroness Pontalba, eine erfolgreiche Geschäftsfrau, kaufte das Land flussaufwärts und flussabwärts des Place d’Armes. Zwischen 1849 und 1851 ließ sie dort von den Architekten James Gallier und Henry Howard für über 300.000 US-Dollar zwei Reihenhausgebäude im Pariser Stil errichten. Zu den Gebäuden gehört das erste dokumentierte Beispiel der Verwendung von gusseisernen „Galerien“ in New Orleans, die eine Mode prägten, die bald zum herausragenden Merkmal der Wohnarchitektur der Stadt wurde. Die gusseisernen Paneele in der Balustrade im ersten Stock tragen ihre Initialen „AP“, die in das Design eingearbeitet sind.
Das Gebäude an der St. Peter Street, flussaufwärts vom Jackson Square, erhielt die Bezeichnung Upper Pontalba, dasjenige auf der anderen Seite, gegenüber der St. Ann Street, Lower Pontalba.
Nachdem Baroness Pontalba 1874 in Paris gestorben war, blieben die Gebäude bis in die 1920er Jahre in Familienbesitz, verfielen jedoch, da sich die Familie nicht dafür interessierte. Schließlich verkaufte sie das Upper Pontalba an den örtlichen Philanthropen William Ratcliffe Irby, der das Anwesen wiederum dem Louisiana State Museum vermachte. Das Upper Pontalba erwarben führende Bürger der Stadt und verkauften es 1930 an eine Stiftung namens Pontalba Building Museum Association, die es dann der Stadt New Orleans übergab. Es wurde 1935 grundlegend renoviert und in 50 Wohnungen aufgeteilt, im Erdgeschoss entstanden 14 Gewerbeeinheiten.
Nach Forschungen der Historikern Christina Vella (1942–2017), Professorin an der Tulane University in New Orleans, waren die Pontalba Buildings nicht die ersten Wohnhäuser in den heutigen USA, wie lange angenommen wurde, denn sie wurden ursprünglich als Reihenhäuser erbaut. Erst in den 1930er Jahren, während der Weltwirtschaftskrise, wurden diese in Wohnungen umgewandelt.
1974 wurde der Komplex wegen seiner unverwechselbaren Architektur zum National Historic Landmark erklärt.